# Сарађоло (Гросето)
Сарађоло је насеље у Италији у округу Гросето, региону Тоскана.
Према процени из 2011. у насељу је живело 21 становника. Насеље се налази на надморској висини од 545 м.